# Phlogophora iris
Phlogophora iris är en fjärilsart som beskrevs av Achille Guenée 1852. Phlogophora iris ingår i släktet Phlogophora och familjen nattflyn. Inga underarter finns listade i Catalogue of Life.